# Pultenaea pedunculata
Pultenaea pedunculata är en ärtväxtart som beskrevs av William Jackson Hooker. Pultenaea pedunculata ingår i släktet Pultenaea och familjen ärtväxter. Inga underarter finns listade i Catalogue of Life.